# 봉화군의회
봉화군의회는 경상북도 봉화군 지역을 관할하는 기초의회이다.